# Lew Chinczuk
Lew Michajłowicz Chinczuk (ros. Лев Михайлович Хинчук, ur. 28 listopada 1868 w Połtawie, zm. 7 marca 1939) – mienszewik, radziecki polityk i dyplomata.

## Życiorys
Kształcił się w chederze i gimnazjum, później studiował na Wydziale Filozoficznym Uniwersytetu w Bernie, 1890 związał się z ruchem socjaldemokratycznym, 1893 aresztowany i skazany na 6-letnie zesłanie do obwodu jakuckiego. Od 1898 członek SDPRR, po rozłamie związany z frakcją mienszewików, od 8 maja 1906 do 13 maja 1907 członek KC SDPRR, 1914 aresztowany. Od 18 marca do 22 września 1917 przewodniczący Komitetu Wykonawczego Moskiewskiej Rady Miejskiej, od maja do sierpnia 1917 członek Zjednoczonego Komitetu SDPRR, od sierpnia 1917 członek KC SDPRR, od 1919 członek Kolegium Ludowego Komisariatu Aprowizacji RFSRR, od 1920 członek RKP(b). Od czerwca 1921 członek Kolegium Ludowego Komisariatu Handlu Zagranicznego RFSRR/ZSRR, 1921-1926 przewodniczący Centralnego Związku Stowarzyszeń Spożywców, 1926 przewodniczący Wszechrosyjskiej Centralnej Rady Spółdzielczej, od listopada 1926 do 26 maja 1927 przedstawiciel handlowy ZSRR w W. Brytanii. Od lipca 1927 do września 1930 zastępca ludowego komisarza handlu ZSRR, od 26 września 1930 do 20 września 1934 ambasador ZSRR w Niemczech, od 25 sierpnia 1934 do listopada 1937 ludowy komisarz handlu wewnętrznego RFSRR, od 1937 do października 1938 główny arbiter państwowy RFSRR.
23 października 1938 aresztowany, 7 marca 1939 skazany na śmierć przez Kolegium Wojskowe Sądu Najwyższego ZSRR "za prowokatorską działalność i przynależność do kontrrewolucyjnej organizacji terrorystycznej" i rozstrzelany. 23 maja 1956 pośmiertnie zrehabilitowany.